# Röda kon (Sottunga, Åland)
Röda kon med Storkobb i väster är ett skär i Åland (Finland). Det ligger i Skärgårdshavet och i kommunen Sottunga i landskapet Åland, i den sydvästra delen av landet. Ön ligger omkring 58 kilometer öster om Mariehamn och omkring 220 kilometer väster om Helsingfors.
Öns area är 1,4 hektar och dess största längd är 200 meter i sydöst-nordvästlig riktning. Trakten är glest befolkad. Närmaste större samhälle är Sottunga, 18,5 km väster om Röda kon.